# Coptodon flava
Coptodon flava là một loài cá thuộc họ Cichlidae. Nó là loài đặc hữu của Cameroon.